# کوئینتوس سرتوریوس
کوئینتوس سرتوریوس (انگلیسی: Quintus Sertorius؛ حدود ۱۲۶–۷۳ قبل از میلاد (حدود ۵۳ سال)) یک ژنرال، دولت‌مرد و وکیل اهل روم باستان بود. که شورش گسترده‌ای را موسوم به جنگ سرتوریوسی علیه مجلس سنای روم در شبه‌جزیره ایبریا رهبری کرد. او یکی از اعضای برجسته جناح پوپولیست سینا و ماریوس بود. در سالهای آخر جنگ داخلی ۸۳–۸۱ قبل از میلاد، او برای بازیابی شبه جزیره ایبری فرستاده شد. هنگامی که جناح او در جنگ شکست خورد، توسط دیکتاتور سولا تبعید شد. سرتوریوس که توسط اکثریت قبایل بومی ایبری حمایت می‌شد، به طرز ماهرانه ای از جنگ‌های نامنظم برای شکست دادن مکرر فرماندهان مختلف که توسط روم برای تسلیم کردن او فرستاده شده بودند، استفاده کرد. او هرگز در میدان جنگ شکست نخورد و تا زمان قتلش در سال ۷۳ قبل از میلاد خاری در چشم سنا باقی ماند.
پلوتارک زندگی‌نامه نویس معروف یونانی یکی از زندگی‌های موازی یا زندگی پلوتارک خود را به سرتوریوس اختصاص داد. در آن اثر او سرتوریوس را با ائومنس جفت کرده‌است. سرتوریوس نیز مانند ائومنس توسط مردان خودش مورد خیانت قرار گرفت.